# 엘더 스크롤 2: 대거폴
《엘더 스크롤 2: 대거폴》(The Elder Scrolls II: Daggerfall)은 1996년에 베데스다 소프트웍스에 의해 개발된 도스용 1인칭 액션 롤플레잉 게임이다. 엘더 스크롤: 아레나의 속편이며, 엘더 스크롤 시리즈의 두 번째 시리즈이다. 2009년 7월 9일, 대거폴은 엘더스크롤 공식 웹사이트에서 무료로 다운로드가 가능하게 되었다.

## 게임 플레이
다른 모든 엘더스크롤 시리즈에서와 마찬가지로, 대거폴에서 플레이어는 정해진 퀘스트를 따라가거나 특정한 캐릭터 타입을 수행할 필요가 없다.
대거폴은 마법사 길드를 통해 주문 창조 시스템(spell-creation system)을 제공한다. 플레이어는 여러 가지 다른 효과를 지닌 자신만의 주문을 만들 수 있으며, 여러 가지 주문의 효과를 선택할 수 있다. 선택한 효과의 강도에 따라 자동으로 마나 소모량이 정해진다. 장비 인챈트 시스템은 주문 창조 시스템과 유사하다. 또한 집과 배 및 여러 종류의 장비나 옷 등을 구입할 수 있으며, 뱀파이어, 늑대인간, 멧돼지 등으로 변신할 수 있다.
전투 시스템은 마우스의 움직임을 사용한다. 근접 전투에서 무기를 휘두르는 효과와 방향은 마우스의 움직임에 따라 결정된다.
또한 왕국들 간의 역동적인 정치관계가 표현되어 있다. 정치 시스템은 길드의 연락망과 명령, 종교, 독특한 과제와 퀘스트들에 의해 유지된다. 길드에 참가하고 기여하면 플레이어 본인의 길드 내 랭크를 높이고, 게임 세계에서 높은 명성을 얻을 수 있다. 또한 NPC와 다른 조직들의 플레이어에 대한 태도에 영향을 끼친다.
대거폴은 해당 장르의 전형적인 유혈 및 성적 요소를 포함하고 있다. 모든 장비가 벗겨지면 플레이어의 캐릭터나 NPC의 몸은 나체가 된다. (카툰 형태로, 가슴은 보이지만 생식기는 보이지 않는다) 게임 설치 파일은 아이들을 위해 성적인 요소와 유혈 요소를 비밀번호를 통해 잠그는 옵션을 포함하고 있으며, 성적인 대화를 제거하고, 캐릭터가 항상 속옷을 안에 입고 있도록 할 수 있다.

## 게임 세계
대거폴에서 플레이어는 가상의 장소인 탐리엘 대륙의 북서쪽 지방인 하이 락 및 해머펠 지방을 여행할 수 있으며, 강력한 이계의 존재 '데이드라'(Daedra)를 포함하여 다양하고 많은 적들이 등장하여 플레이어의 여행을 어렵게 만든다.
2010년 5월 기준으로 대거폴은 세계에서 두 번째로 큰 게임 내의 대륙 크기를 가지고 있다. 플레이어는 15,000여 개의 마을, 도시, 던전을 여행할 수 있으며, 베데스다는 영국(487,000 평방 킬로미터)의 두 배 이상 크다고 주장하고 있다. 엘더 스크롤 시리즈의 프로듀서인 토드 하워드에 따르면 후속작인 모로윈드에서 구현된 지도의 크기는 대거폴의 0.01퍼센트이다. 오블리비언에서는 대략 41.4평방 킬로미터의 크기를 여행할 수 있다. 또한 대거폴에서 플레이어와 상호 작용하는 NPC는 약 750,000명인 반면, 오블리비언과 모로윈드에서는 약 1000명 가량이다. 하지만 대거폴의 지형 및 NPC들은 게임 플레이 중 랜덤하게 생성되는 것이며, 이들 지형과 캐릭터는 후속작에서 규모가 줄어든 대신 훨씬 세밀하게 구현되었다.
오토맵은 플레이어가 무덤과 고대의 지하 요새를 탐사하는 데 덜 지루하도록 도움을 준다. 게임 내에는 47개의 지역이 존재하지만, 플레이어가 게임의 엔딩을 보기 위해서는 대략 6-8개의 지역을 순차적으로 방문해야만 한다. 마을과 던전들은 제한적인 블록으로 건설되어 있으므로, 리뷰어들은 이런 점이 지나치게 단조롭다고 지적하였다.
2002년, 시리즈의 세 번째 작인 모로윈드는 이러한 이슈에 대해 더 작아진, 더 섬세한, 세계와 독특한 도시와 훨씬 더 개성적인 NPC들로 응답하였다.

## 스토리
대거폴은 하이 락 지방에 위치한 브르타뉴인들의 고향 도시이다. 플레이어는 황제의 개인적인 요구에 의해 이곳에 보내졌으며, 두 가지의 임무를 띠고 있다. 우선 플레이어는 전왕 라이샌더스의 유령을 이승의 족쇄에서 해방시켜야 하며, 또한 황제가 대거폴의 블레이드 스파이에게 보낸 편지에 무슨 일이 일어난 것인지 알아내야 한다. 그 편지는 라이샌더스의 어머니 Nulfaga가 만텔라의 위치를 알고 있다는 사실을 담고 있었으며, 만텔라는 첫 번째 누미디엄(강력한 철 골렘)의 부활의 열쇠이다.
황제는 스파이들이 Nulfaga를 압박해서 만텔라의 위치를 알아내어, 블레이드들이 누미디엄 골렘을 부활시키기를 원한다. 재난과 혼돈의 연속을 지나, 편지는 고트워그라고 하는 오크의 손 안에 들어간다. 만텔라가 무엇인지 모르는 고트워그는 벌레들의 왕(네크로맨서의 리더)인 맨니매크로에게 자문을 구했다. 그 사이에, 타이버 셉팀에 의해 악용되었던 누미디엄 골렘을 파괴한 언더킹은 하이 락의 무덤 가운데서 소리없이 회복되고 있었다. 플레이어는 순서대로 만텔라를 누군가에게 주어야 하며, 또한 전왕 라이샌더스를 죽인 살해범을 반드시 처형하여 그의 영혼이 안식할 수 있도록 해야 한다.

## 엔딩
대거폴은 만텔라의 최종 소유자에 따라 6가지의 다른 엔딩들을 지닌다.
- 플레이어가 만텔라를 사용하면, 누미디엄 골렘은 플레이어를 죽이고 통제불능 상태로 제국군에게 파괴된다.
- 언더킹에게 만텔라를 주면, 그는 그 힘을 흡수한 후 영원한 잠에 빠진다. 주변에는 비마력지대가 형성된다.
- 고트워그가 만텔라를 가지게 되면, 그는 누미디엄 골렘으로 제국군과 일리악 만의 여러 왕들을 파괴한다. 곧 언더킹이 누미디엄 골렘을 파괴하지만, 그 와중에 생명을 잃는다. 고트워그는 오크의 왕이 된다.
- 블레이드가 만텔라를 가지게 되면, 누미디엄 골렘을 부활시켜 일리악 만의 왕들과 오크들을 무찌른 후, 탐리엘 대륙을 재통일한다.
- 일리악 만의 왕들 중 한명이 만텔라를 가지면, 언더킹이 오기 전에 누미디엄 골렘으로 다른 경쟁자들을 파괴한다.
- 매니마코가 만텔라를 받는다면 그 자신이 신이 되기 위해 만텔라를 사용한다.

## 평가
| 평가                                                                                                |       |
| --------------------------------------------------------------------------------------------------- | ----- |
| 평론 점수 평론사 점수 PC 게이머 (US) 90% [ 2 ] PC Magazine [ 3 ] Computer Games Strategy Plus [ 4 ] |       |
| 평론 점수                                                                                           |       |
| 평론사                                                                                              | 점수  |
| PC 게이머 (US)                                                                                      | 90%   |
| PC Magazine                                                                                         | [ 3 ] |
| Computer Games Strategy Plus                                                                        | [ 4 ] |